# Conselho Privado do Reino Unido
O Conselho Privado do Reino Unido (inglês:His Majesty's Most Honourable Privy Council) é um corpo formal de consultores do Soberano britânico. Seus membros são compostos principalmente por políticos seniores que são membros atuais ou antigos da Câmara dos Comuns ou da Câmara dos Lordes.
O Conselho Privado aconselha formalmente o soberano sobre o exercício da Prerrogativa Real e, corporativamente (como Rei-em-Conselho), emite instrumentos executivos conhecidos como Ordens no Conselho, que, entre outros poderes, promulgam Atos do Parlamento. O Conselho também possui a autoridade delegada para emitir Ordens do Conselho, usadas principalmente para regular certas instituições públicas. Ademais, aconselha o Soberano sobre a emissão de Cartas Reais, que são usadas para conceder status especial aos órgãos incorporados, e status de cidade ou burgo às autoridades locais. Por outro lado, os poderes do Conselho Privado foram agora amplamente substituídos por seu comitê executivo, o Gabinete do Reino Unido.
Certas funções judiciais também são desempenhadas pelo Rei-em-Conselho, embora, na prática, seu trabalho real de audição e decisão sobre os casos seja realizado diariamente pelo Comitê Judiciário do Conselho Privado. O Comitê Judiciário consiste em juízes seniores nomeados como Conselheiros Privados: predominantemente juízes da Suprema Corte do Reino Unido e juízes seniores da Commonwealth. O Conselho Privado atuou anteriormente como o Supremo Tribunal de Apelação de todo o Império Britânico (exceto o próprio Reino Unido). Continua a receber apelos judiciais de alguns outros países independentes da Commonwealth, bem como de Dependências da Coroa e Territórios Ultramarinos Britânicos.

## História

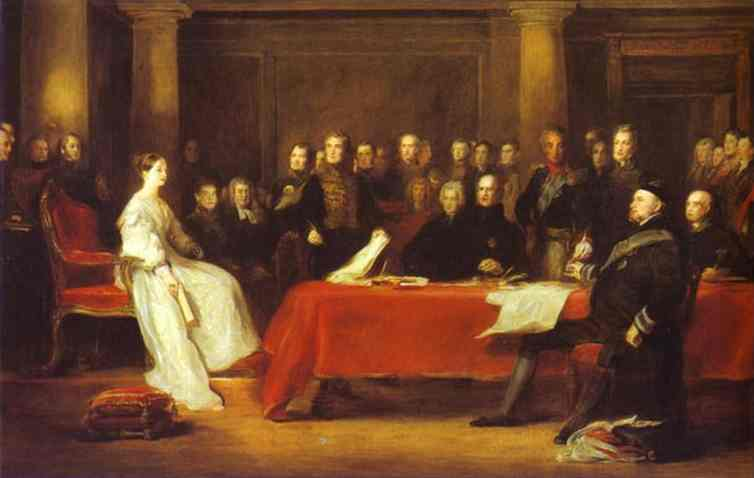
A Rainha Vitória realizou o primeiro encontro de seu Conselho Privado no dia de sua acessão, em 1837.

O Conselho Privado do Reino Unido foi precedido pelo Conselho Privado da Escócia e pelo Conselho Privado da Inglaterra. Os principais eventos na formação do moderno Conselho Privado são apresentados abaixo:
Na Inglaterra anglo-saxônica, Witenagemot foi o equivalente inicial do Conselho Privado da Inglaterra. Durante o reinado dos monarcas normandos, a Coroa Inglesa foi aconselhada por uma corte real ou curia regis, que consistia em magnatas, eclesiásticos e altos oficiais. O órgão originalmente se preocupava em aconselhar o soberano sobre legislação, administração e justiça. Mais tarde, diferentes órgãos assumindo funções distintas evoluíram do tribunal. Os tribunais assumiram o negócio da justiça, enquanto o Parlamento se tornou a suprema legislatura do reino. No entanto, o Conselho manteve o poder de ouvir disputas legais, em primeira instância ou em apelação. Além disso, as leis formuladas pelo soberano sob parecer do Conselho, e não sob parecer do Parlamento, foram aceitas como válidas. Soberanos poderosos costumavam usar o corpo para burlar os Tribunais e o Parlamento. Por exemplo, durante o século XV, um comitê do Conselho - que mais tarde se tornou o Tribunal da Câmara das Estrelas - foi autorizado a infligir qualquer punição, exceto a morte, sem estar vinculado ao procedimento normal do tribunal. Durante o reinado de Henrique VIII, o soberano, a conselho do Conselho, foi autorizado a promulgar leis por mera proclamação. A preeminência legislativa do Parlamento só foi restaurada após a morte de Henrique VIII. Embora o Conselho real tenha mantido responsabilidades legislativas e judiciais, tornou-se um órgão principalmente administrativo. O Conselho consistia em quarenta membros em 1553, mas o soberano dependia de um comitê menor, que mais tarde evoluiu para o gabinete moderno.
No final da Guerra Civil Inglesa, a monarquia, a Câmara dos Lordes e o Conselho Privado haviam sido abolidos. A câmara parlamentar restante, a Câmara dos Comuns, instituiu um Conselho de Estado para executar leis e dirigir a política administrativa. Os quarenta e um membros do Conselho foram eleitos pela Câmara dos Comuns. O corpo era chefiado por Oliver Cromwell, ditador militar de fato da nação. Em 1653, no entanto, Cromwell tornou-se Lorde Protetor, e o Conselho foi reduzido para entre treze e vinte e um membros, todos eleitos pelos Comuns. Em 1657, o Commons concedeu a Cromwell poderes ainda maiores, alguns dos quais remanescentes dos apreciados pelos monarcas. O Conselho ficou conhecido como Conselho Privado do Protetor. Seus membros foram nomeados pelo Lorde Protetor, sujeitos à aprovação do Parlamento.
Em 1659, pouco antes da restauração da monarquia, o Conselho do Protetor foi abolido. Carlos II restaurou o Royal Privy Council, mas ele, como os anteriores monarcas de Stuart, optou por contar com um pequeno grupo de conselheiros. Sob George, foi transferido ainda mais poder para esse comitê. Agora começou a se reunir na ausência do soberano, comunicando suas decisões a ele após o fato.
Assim, o Conselho Privado Britânico, como um todo, deixou de ser um corpo de importantes assessores confidenciais do soberano. O papel foi passado a um comitê do Conselho, agora conhecido como Gabinete.

## Origem do nome
De acordo com o Oxford English Dictionary, a definição da palavra privy em Privy Council possui um significado obsoleto "de ou pertencendo exclusivamente a uma pessoa ou pessoas particulares, sua própria". Portanto, o Conselho é pessoal do soberano. Está intimamente relacionado à palavra privado e deriva da palavra francesa privé.